# Antoni Świerczek
Antoni Andrzej Świerczek (ur. 24 kwietnia 1959 w Biernej) – polski duchowny, dr hab. nauk teologicznych, profesor uczelni Instytutu Pedagogiki i Nauk o Rodzinie Wydziału Nauk Społecznych Uniwersytetu Papieskiego Jana Pawła II w Krakowie.

## Życiorys
8 maja 1999 obronił pracę doktorską Funkcje ciała w życiu małżeńskim w posoborowym nauczaniu Kościoła i teologów, 29 listopada 2013 habilitował się na podstawie pracy zatytułowanej Wolne związki w świetle nauczania Kościoła o małżeństwie. Refleksja teologiczno-moralna. Został zatrudniony na stanowisku profesora uczelni w Instytucie Pedagogiki i Nauk o Rodzinie na Wydziale Nauk Społecznych Uniwersytetu Papieskiego Jana Pawła II w Krakowie.
Jest prorektorem Uniwersytetu Papieskiego Jana Pawła II w Krakowie.
Był dziekanem i prodziekanem na Wydziale Nauk Społecznych Uniwersytetu Papieskiego Jana Pawła II w Krakowie.